# USS Cyclops (AC-4)
USS Cyclops (AC-4) byla americká nákladní loď.
Zmizela beze stopy v oblasti Bermudského trojúhelníku v březnu 1918 při plavbě z Barbadosu do Norfolku ve Virginii, kam vezla náklad manganové rudy. Na palubě se nacházelo 309 členů posádky a pasažérů. Zkáza této lodi tak zůstává největší ztrátou lidských životů v historii amerického námořnictva, k níž nedošlo v bitvě.